# Ordzovany
Ordzovany este o comună slovacă, aflată în districtul Levoča din regiunea Prešov. Localitatea se află la altitudinea de 543 m deasupra n.m., se întinde pe o suprafață de 12,08 km2 și în 2017 număra 162 de locuitori.

## Istoric
Localitatea Ordzovany este atestată documentar din 1260.

## Demografie
| An:                | 1994 | 2004    | 2014   | 2024   |
| ------------------ | ---- | ------- | ------ | ------ |
| Număr de persoane: | 151  | 170     | 165    | 162    |
| Diferență:         |      | +12,58% | −2,94% | −1,81% |

| An:                | 2023 | 2024   |
| ------------------ | ---- | ------ |
| Număr de persoane: | 165  | 162    |
| Diferență:         |      | −1,81% |